# Mack and Mabel
Mack and Mabel è un musical con libretto di Michael Stewart e colonna sonora di Jerry Herman, che ha debuttato a Broadway nel 1974. Il musical racconta, attraverso una serie di flashback, la tumultuosa storia d'amore fra il regista Mack Sennett e la giovane attrice Mabel Normand (divenuta una cameriera nel musical), dal loro primo incontro alla separazione e alla prematura morte per tubercolosi dell'attrice.
Pur essendo un flop da sessantasei repliche, Mack and Mabel ha ricevuto un certo successo di critica che lo ha portato ad avere otto candidature ai Tony Awards, tra cui quella per il miglior musical.

## Brani musicali
Primo atto
- Overture – Orchestra
- "Movies Were Movies" – Mack
- "Look What Happened to Mabel" – Mabel e compagnia
- "Big Time" – Lottie Ames Mabel e compagnia
- "I Won't Send Roses" – Mack
- "I Wanna Make the World Laugh" – Mack Mabel e compagnia
- "Wherever He Ain't" – Mabel
- "Hundreds of Girls" – Mack e bellezze al bagno

Secondo atto
- "When Mabel Comes in the Room" – Compagnia
- "My Heart Leaps Up" / "Hit 'em on the Head" – Mack
- "Time Heals Everything" – Mabel
- "Tap Your Troubles Away" – Lottie e compagnia
- "I Promise You a Happy Ending" – Mack

## Produzioni e interpreti principali
|               | Broadway, 1974    | Nottingham, 1980 | Londra, 1995      | Los Angeles, 2000 | Londra, 2006 | Long Beach, 2013 | Chichester, 2015 | Londra, 2017   |
| ------------- | ----------------- | ---------------- | ----------------- | ----------------- | ------------ | ---------------- | ---------------- | -------------- |
| Mack Sennett  | Robert Preston    | Denis Quilley    | Howard McGillin   | Douglas Sills     | David Soul   | Davis Gaines     | Michael Ball     | David Bedella  |
| Mabel Normand | Bernadette Peters | Imelda Staunton  | Caroline O'Connor | Jane Krakowski    | Janie Dee    | Vicki Lewis      | Rebecca LaChance | Natasha Barnes |